# Tvärmyrkullen
Tvärmyrkullen är ett naturreservat i Åsele kommun i Västerbottens län.
Området är naturskyddat sedan 2013 och är 149 hektar stort. Reservatet omfattar branter och sluttningar från kringliggande berg. Reservatet består av gammal grandominerad naturskog.